# Fabien Lefèvre
Fabien Lefèvre (* 18. června 1982 Orléans) je americký a bývalý francouzský vodní slalomář, kajakář a kanoista závodící v kategoriích K1, C1 a C2.
Francouzský rodák většinu své kariéry reprezentoval Francii. Jako kajakář vyhrál čtyřikrát mistrovství světa, v letech 2002 a 2003 v individuálním závodě K1, v letech 2005 a 2006 v závodě hlídek K1. Další dvě zlaté medaile získal na mistrovstvích světa 2010 a 2011, kde startoval v deblkánoi v závodě C2 družstev. Je držitelem též dalších pěti stříbrných a dvou bronzových medailí ze světových šampionátů, na mistrovstvích Evropy získal dva bronzy. V roce 2002 vyhrál celkové pořadí Světového poháru v kategorii K1.
Dvakrát startoval na letních olympiádách v závodech K1 a vždy získal cenný kov. V Athénách 2004 vybojoval bronz, o čtyři roky později, na LOH v Pekingu, stříbro.
V roce 2013 se přestěhoval do Spojených států, které se rozhodl nově reprezentovat. Na MS 2014 vyhrál závod singlkanoistů.